# Disseny

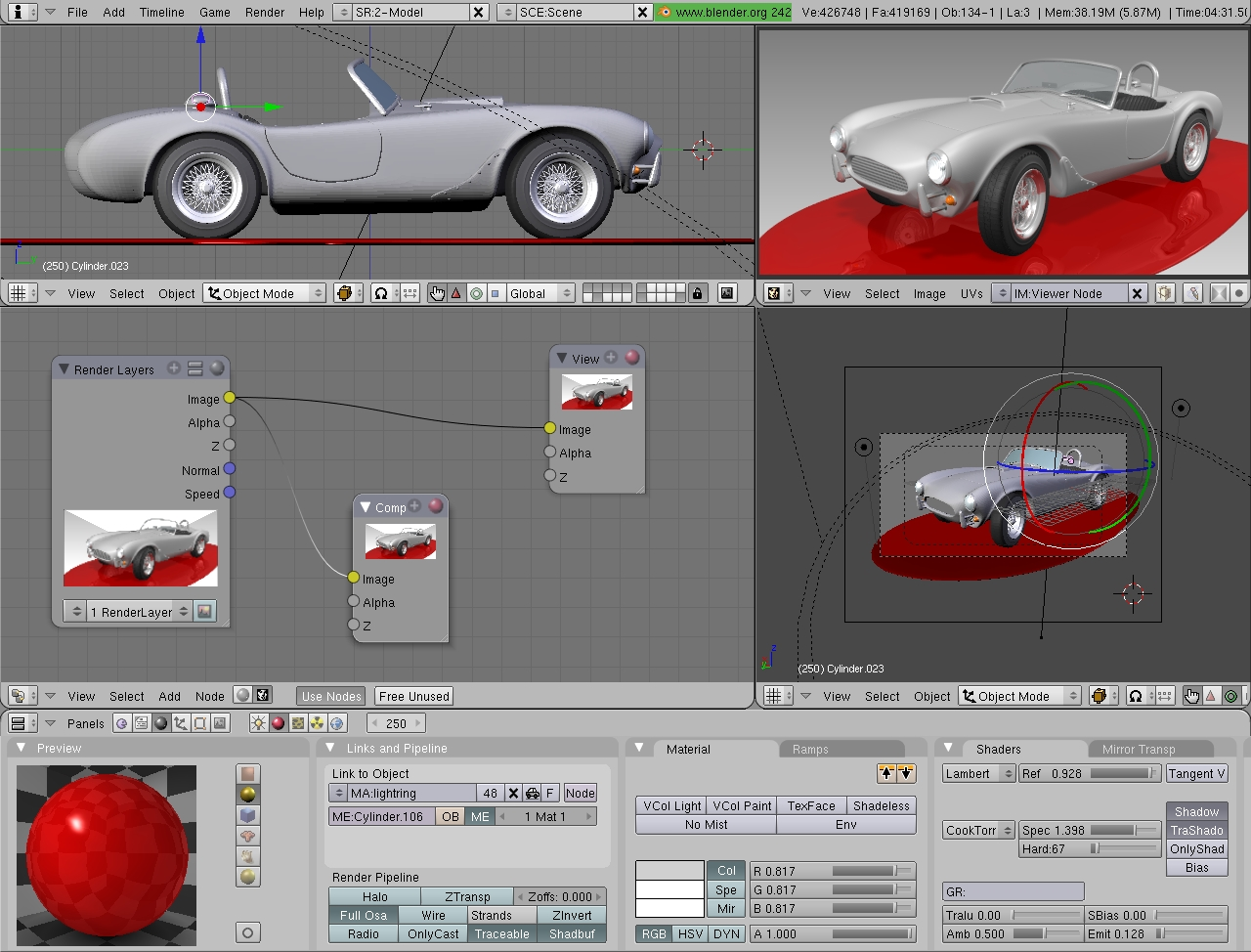
Disseny assistit per ordinador

El disseny és un mètode o mètodes de treball, consistent en diverses etapes (començant per la redacció d'especificacions, detecció d'incongruències o de millores a fer, formulació de problemes a resoldre o bé de la millora a implementar, etc.), que solen tenir noms diferents segons diferents camps d'actuació, encaminar a concebre un producte o sistema nou o bé una millora d'un d'existent. Els dissenyadors solen treballar amb un contacte continu de personal tècnic especialitzat (dibuix, informàtica, mecànica, etc.) d'una banda, i amb equips de mercadotècnia o comercials, que els ofereixen una retroalimentació de la part dels clients (de vegades amb enquestes, etc.) de l'altra, a més de, sempre, en col·laboració amb equips financers.

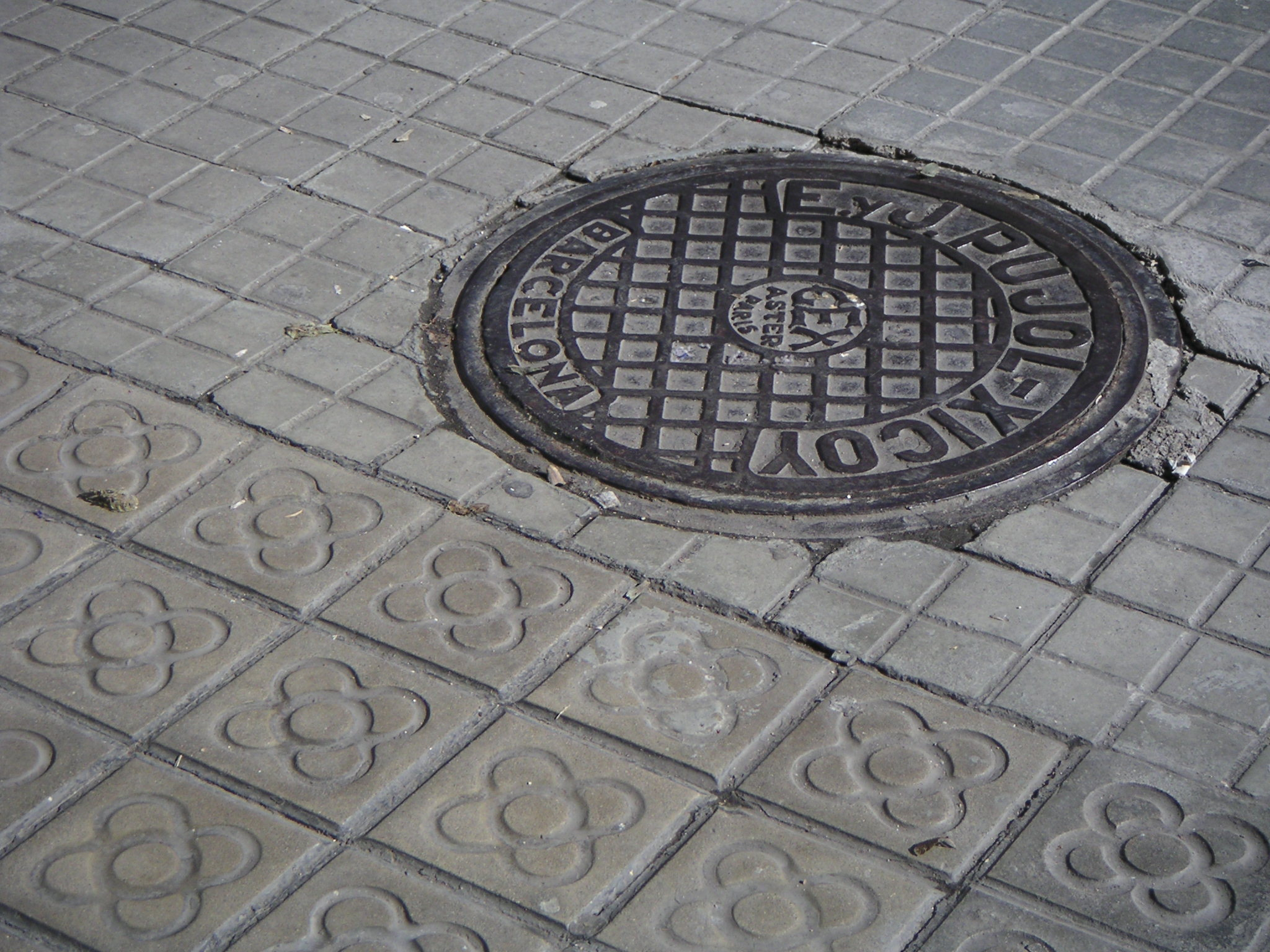
Les rajoles del terra de Barcelona són un exemple de disseny, uneixen funcionalitat, economia i bon aspecte.

Procés previ, en la cerca d'una solució en els camps de les arts aplicades, l'enginyeria i l'arquitectura. Dissenyar es refereix al procés de creació o millora d'un nou objecte, o part d'ell o d'una peça o bé del seu procés de fabricació, per exemple, o també ho pot ser d'un sistema.
Es necessiten un nombre determinat de fases d'investigació, anàlisi, modelat, ajustos i adaptacions prèvies a la producció d'un objecte o sistema. Algunes branques del disseny poden ser: el disseny gràfic, el disseny industrial, el disseny d'indumentària, el disseny d'espais, etc. També s'aplica en arquitectura, enginyeria mecànica, elèctrica, informàtica, de comunicacions, de camins, etc. així com a la majoria de tècniques, tecnologies i artisanats. El disseny en un cas pot ser molt simple i senzill, fet per una persona en unes hores, o més complex, podent incloure la feina de centenars de persones de diferents disciplines durant dècades.
El disseny a Catalunya fou molt important al Modernisme, i s'ha anat desenvolupant fins aleshores.
El disseny s'aplica, per exemple, per a la creació de totes les màquines (electrodomèstics, aparells electrònics, mitjans de transport, caixers automàtics, etc.) d'ús quotidià, a més d'altres objectes, com per exemple, una cadira o un llit, espais, com per exemple, un parc o el Teatre Nacional de Catalunya, sistemes com, per exemple, les xarxes viàries de metro d'una ciutat, el conjunt dels diferents senyals i panels per a orientar-s'hi, l'estructura, contingut i organització d'una pàgina web, etc.

## Què no és disseny
Sovint se sol confondre a dissenyadors amb artistes, pel comú denominador que representa la creativitat en ambdós camps. El disseny d'un producte o d'un sistema es fa a mida, amb un mètode de treball propi, que comença amb una fixació d'especificacions i aten a valors com la viabilitat (tècnica i econòmica), l'ecologia, l'ergonomia, la fiabilitat, la durabilitat, el cicle de vida del producte o sistema, la legislació pressent a totes les administracions concernides, el pressupost, els possibles mals usos, l'entorn i circumstàncies específiques, el decòrum i la cultura dels diferents usuaris (que inclou els treballadors que el faran, per exemple, i no tan sols els finals), etc. La producció artística en principi és més lliure, té mètodes i tècniques de treball diferents i les seves accions no pretenen estar justificades.
Un altre error molt important que algunes persones poden fer és confondre la paraula disseny amb un dibuix, un esbós, un prototipus, maqueta o qualsevol altra representació d'un projecte o part d'ell.
Algunes persones poden usar erròniament l'expressió "de disseny" com a sinònim de buit, superflu, ornamental, etc., de vegades pel mal ús que s'ha fet d'aquest terme aplicat a certs objectes costosos o "de luxe", que pretenen així justificar el seu preu; a certes creacions artístiques comercials, o bé a objectes inútils o amb una utilitat, en tot cas, surrealista.